# Monte Gabriel
Il monte Gabriel (Cnoc Osta in gaelico) è una montagna di modesta altezza (407 m s.l.m.) situata nella penisola di Mizen, facente parte di una delle contee irlandesi della provincia di Munster, Cork. Per le sue caratteristiche di altitudine e di prominenza topografica è incluso tra i Marilyn. Dalla cima si ha un panorama sulla Long Island Bay e sul porto di Schull, comune di cui la montagna fa parte. Il Fastnet rock, che si trova 18 km più a Sud, è visibile durante giorni limpidi.

## Attività minerarie
Sui lati meridionale e occidentale della montagna ci sono segni evidenti di attività estrattive che presero vita durante l'Età del Bronzo. Il metallo più ricercato era il Rame. I resti archeologici di maggiore importanza sono tuttora visibili presso il National Museum di Dublino.

## Impianto radar
Verso la fine degli anni 70, in occasione dello sviluppo dell'Eurocontrol, vennero costruiti due impianti radar sulla cima della montagna.
Nel 1982 membri dell'Irish National Liberation Army, un gruppo paramilitare repubblicano irlandese fecero esplodere l'impianto, sostenendo che fosse usato dalla NATO, la quale così facendo violava la neutralità irlandese.